# Quentin d'Hainaut
Pour les articles homonymes, voir d'Hainaut.
 (janvier 2021).
La mise en forme du texte ne suit pas les recommandations de Wikipédia : il faut le « wikifier ».
Les points d'amélioration suivants sont les cas les plus fréquents. Le détail des points à revoir est peut-être précisé sur la page de discussion.
- Les titres sont pré-formatés par le logiciel. Ils ne sont ni en capitales, ni en gras.
- Le texte ne doit pas être écrit en capitales (les noms de famille non plus), ni en gras, ni en italique, ni en « petit »…
- Le gras n'est utilisé que pour surligner le titre de l'article dans l'introduction, une seule fois.
- L'italique est rarement utilisé : mots en langue étrangère, titres d'œuvres, noms de bateaux, etc.
- Les citations ne sont pas en italique mais en corps de texte normal. Elles sont entourées par des guillemets français : « et ».
- Les listes à puces sont à éviter, des paragraphes rédigés étant largement préférés. Les tableaux sont à réserver à la présentation de données structurées (résultats, etc.).
- Les appels de note de bas de page (petits chiffres en exposant, introduits par l'outil «  Source ») sont à placer entre la fin de phrase et le point final[comme ça].
- Les liens internes (vers d'autres articles de Wikipédia) sont à choisir avec parcimonie. Créez des liens vers des articles approfondissant le sujet. Les termes génériques sans rapport avec le sujet sont à éviter, ainsi que les répétitions de liens vers un même terme.
- Les liens externes sont à placer uniquement dans une section « Liens externes », à la fin de l'article. Ces liens sont à choisir avec parcimonie suivant les règles définies. Si un lien sert de source à l'article, son insertion dans le texte est à faire par les notes de bas de page.
- La présentation des références doit suivre les conventions bibliographiques. Il est recommandé d'utiliser les modèles {{Ouvrage}}, {{Chapitre}}, {{Article}}, {{Lien web}} et/ou {{Bibliographie}}. Le mode d'édition visuel peut mettre en forme automatiquement les références.
- Insérer une infobox (cadre d'informations à droite) n'est pas obligatoire pour parachever la mise en page.

Pour une aide détaillée, merci de consulter Aide:Wikification.
Si vous pensez que ces points ont été résolus, vous pouvez retirer ce bandeau et améliorer la mise en forme d'un autre article.
 (janvier 2021).
Quentin d'Hainaut, né le 30 août 1984 à Amiens (Hauts-de-France), est un acteur et cascadeur français. 
Ancien athlète de haut niveau et membre de l'équipe de France de Kung fu Wushu, il remporte 16 titres de champion de France technique entre 2005 et 2015. Il s'oriente ensuite vers une carrière artistique, jouant au théâtre, au cinéma et à la télévision.

## Biographie

### Carrière sportive
Il commence la pratique des arts martiaux chinois à 14 ans et intègre l'équipe de France pour représenter son pays au championnat du monde à Pékin en 2007. 
Il ramène deux médailles d'argent des championnats d'Europe de 2012 (à Tallinn) et 2014 (à Bucarest).
Formé d'abord au style moderne (Nanquan), puis durant des années à Hong Kong au style traditionnel du Hung-gar, par Sifu Mark Houghton (héritier de Liu Chia-liang), il devient officiellement en France son disciple et représentant. Il s'est également formé au Wing chun auprès du professeur Cliff Au-Yeung, disciple de Wong Shun Leung.
Il a co-fondé Fanling Kung Fu en 2017, où il continue d'enseigner les arts martiaux chinois aux côtés de Léo Benouaich et de Wilfried Maquin. Le club devient l'école de kung-fu la plus titrée de France en 2019.

### Parcours artistique
Diplômé de l'ESRA en réalisation audiovisuelle, il découvre le métier de comédien à Acting International puis au QG.
Il travaille également, à partir de 2014, comme cascadeur spécialisé dans le combat sur de nombreux films.
Il intègre le casting du film Balle perdue 2 de Guillaume Pierret, aux côtés d'Alban Lenoir et Stéfi Celma, dans le rôle du commandant Yuri Batista. Sorti en 2022, le film se hisse rapidement en tête du classement de visionnage de Netflix en France et dans le monde. 
En 2024, il est sur scène au Théâtre de l'Européen dans le rôle du dieu Odin, dans la pièce En 12 pieds et 3 coups de boule, mise en scène par Gwen Aduh (Les Faux Britishs). Il est aussi à l'affiche du film The Killer, réalisé par John Woo.
En 2025, il reprend son rôle du commandant Batista dans Balle Perdue 3. Il est également annoncé de la série Néro, aux côtés de Pio Marmaï, diffusée sur Netflix.

## Théâtre
- 2012 : La Double Inconstance, mise en scène de Daniel Berlioux : Trivelin

- 2013-2018 : tournées Shaolin Black & White (États-Unis, Chine, Gabon, Cameroun...)

- 2017 : Les Chaussettes rouges, mise de scène de Sébastien Novak
- 2018 : Marvel Super Heroes United, mise en scène de Moïra Smith : Captain America[5]
- 2019 : Trois hommes dans un bateau, mise en scène de Nathalie Sandoz : Jay
- 2022 : Terminator: No Fate, mise en scène de Eliza Calmat : T-1000
- 2024 : En 12 pieds et 3 coups de boule, mise en scène de Gwen Aduh : Odin

## Filmographie

### Longs métrages
- 2021 : Boîte noire de Yann Gozlan : l'agent de sécurité
- 2021 : Benedetta de Paul Verhoeven : un villageois
- 2022 : Balle perdue 2 de Guillaume Pierret : commandant Yuri Batista
- 2024 : The Killer de John Woo : un tueur
- 2025 : Balle perdue 3 de Guillaume Pierret : commandant Yuri Batista

### Télévision
- 2014 : Résistance (mini-série) de Miguel Courtois : le geôlier allemand
- 2016 : Infiltration (téléfilm), de Christophe Barbier : Yann Miramas
- 2016 : Plus belle la vie (série télévisée), saison 11 (6 épisodes) : Yann
- 2016 : Braquo (série télévisée), saison 4, épisode 7 : Un jeu sans fin de Xavier Palud : le jeune inspecteur
- 2017 : Hero Corp (série télévisée), saison 7, épisode 5, de Simon Astier : Igor, le combattant russe
- 2018 : Commissariat central (série télévisée), saison 2, épisode 134, de Alain Kappauf : le suspect rebelle
- 2024 : Marianne, saison 2, épisode 3, de Laurence Katrian : le sergent Razanne

### Web-séries
- 2014-2015 : Ça tombe bien, de Simon Dubreucq
- 2018 : Les Emmerdeurs, saison 1, épisode 1, de Morgan S Dalibert : Werner
- 2022 : Qui est l'imposteur, saison 1, épisode 4 de Squeezie : un chef d'orchestre

### Courts métrages
- 2014 : Murphy : Private Murphy
- 2016 : Le Correcteur, de Simon Dubreucq : Le correcteur
- 2018 : Les Aventures de Tranh & Nowak, de Godefroy Ryckewaert : Agent Nowak
- 2019 : Captain America FanFilm, de Godefroy Ryckewaert : Steve Rogers
- 2020 : BAD AS(S), de Godefroy Ryckewaert : Franck
- 2020 : Les Sacrifiés, de Jordan Pavlik : Commandant Vincent Gomez
- 2020 : AIR, de Fabien Ara : Alain

### Clips
- 2016 : J'ai cherché, d'Amir
- 2017 : This Warlock called Love, de Monkey to the moon
- 2020 : Ninja, de Soprano
- 2021 : De l'or, de Slimane & Vitaa

### Doublage
- 2014 : La Promesse d'une vie : Henry Connor (Ben O'Toole)
- 2015 : Casual (série télévisée) : James (Dean Geyer) (saison 1)
- 2018 : Better Call Saul (série télévisée) : Kai (Ben Bela Böhm) (saison 4)

### Cascadeur
- 2015 : Antigang, de Benjamin Rocher (doublure de Jakob Cedergren)
- 2016 : WorkinGirls, de Sylvain Fusée - saison 4
- 2017 : Tueurs, de Jean-François Hensgens et François Troukens
- 2017 : The Way, de Camille Delamarre
- 2018 : American Patriot, de Steve Conrad (doublure de Michael Dorman) - saison 2 (8 épisodes)
- 2018 : Girls with Balls, de Olivier Afonso
- 2019 : Cette musique ne joue pour personne, de Samuel Benchetrit
- 2019 : Scènes de ménages - saison 10, épisode 208
- 2019 : Les Misérables, de Ladj Ly
- 2020 : BAC Nord, de Cédric Jimenez
- 2020 : De nos frères blessés, de Hélier Cisterne
- 2020 : En passant pécho, de Julien Royal
- 2021 : Benedetta, de Paul Verhoeven
- 2021 : Awakened Dreams, de Chris Bouchard
- 2021 : Le Dernier Mercenaire, de David Charhon (doublure de Jean-Claude VanDamme)
- 2021 : People of the Cave, d'Amr Arafa
- 2022 : Astérix et Obélix : L'Empire du Milieu, de Guillaume Canet
- 2023 : Les Trois Mousquetaires : Milady, de Martin Bourboulon